# Mailhac
Mailhac is een gemeente in het Franse departement Aude (regio Occitanie) en telt 390 inwoners (2005). De plaats maakt deel uit van het arrondissement Narbonne.

## Geografie
De oppervlakte van Mailhac bedraagt 10,7 km2, de bevolkingsdichtheid is 36,4 inwoners per km2.

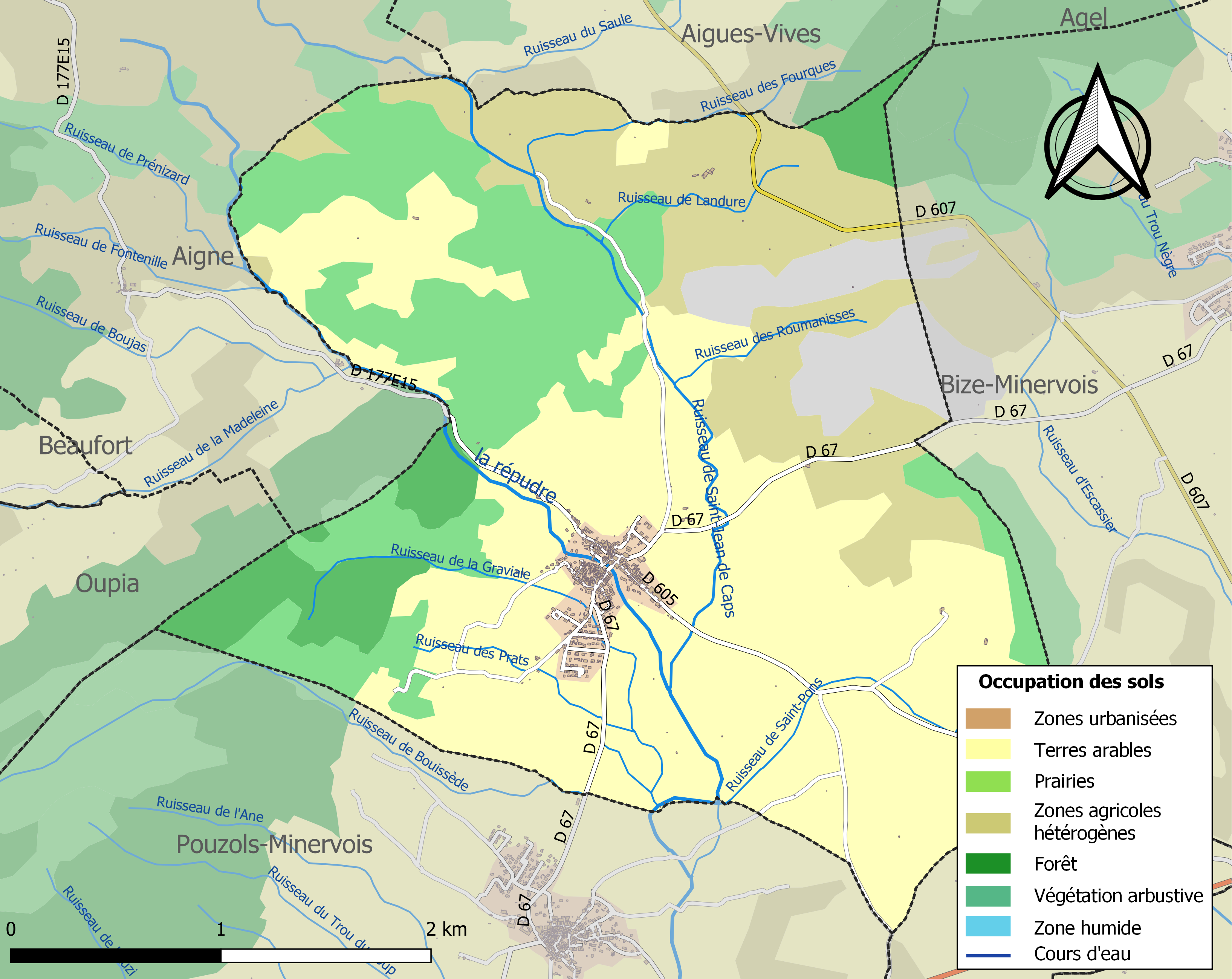
Kaart van de gemeente met de belangrijkste infrastructuur, bodemgebruik en omliggende gemeenten

## Demografie
Onderstaande figuur toont het verloop van het inwonertal (bron: INSEE-tellingen).

Vanwege een beveiligingsprobleem met de MediaWiki Graph-software is het momenteel niet mogelijk deze grafiek weer te geven. Zodra de software is bijgewerkt zal de grafiek vanzelf weer zichtbaar worden.